# Iwaniska (plaats)
Iwaniska is een dorp in het Poolse woiwodschap Święty Krzyż, in het district Opatowski. De plaats maakt deel uit van de gemeente Iwaniska en telt 1300 inwoners.

## Verkeer en vervoer
- Station Iwaniska